# روما گونشوروفسکا
روما گونشوروفسکا (لهستانی: Roma Gąsiorowska-Żurawska؛ زادهٔ ۲۹ ژانویهٔ ۱۹۸۱) بازیگر اهل لهستان است. وی از سال ۲۰۰۳ میلادی تاکنون مشغول فعالیت بوده‌است.
از فیلم‌هایی که وی در آن نقش داشته است، می‌توان به پیت‌بول، خون از خون، صفر، لندنی‌ها، کارول: مردی که پاپ شد، نامه به بابا نوئل، نامه به بابا نوئل ۲، لیور، دوستان و  تاتاراک اشاره کرد.